# Ruína artificial

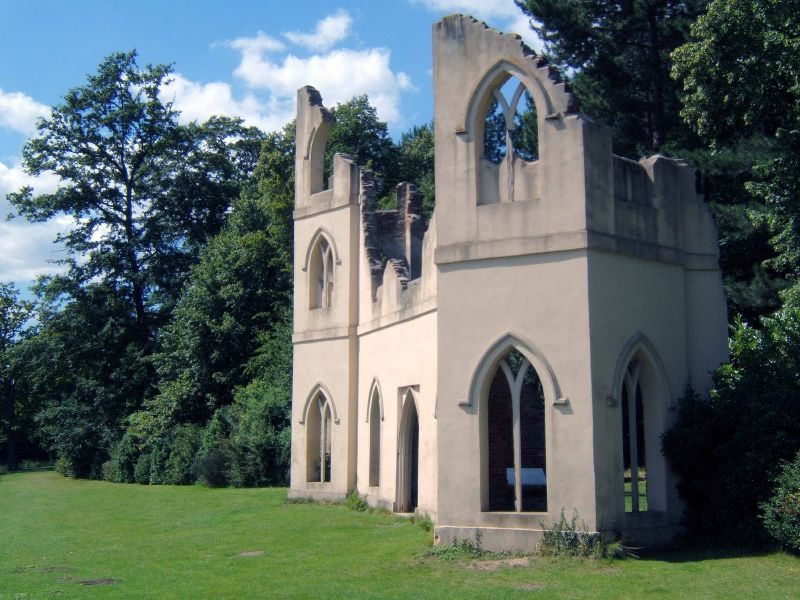
"Abbey" (a abadia), uma imitação de uma ruína gótica

Ruínas artificiais ou imitação de ruínas  são fragmentos de edifícios construídos para assemelhar-se a remanescentes autênticos de edifícios históricos.  Ruínas artificiais também pretendem agregar uma sensação de profundidade histórica e um ar pitoresco às propriedades . As ruínas artificiais são principalmente de estilo gótico ou antigo.